# Oberlausitzer Bergbaurevier

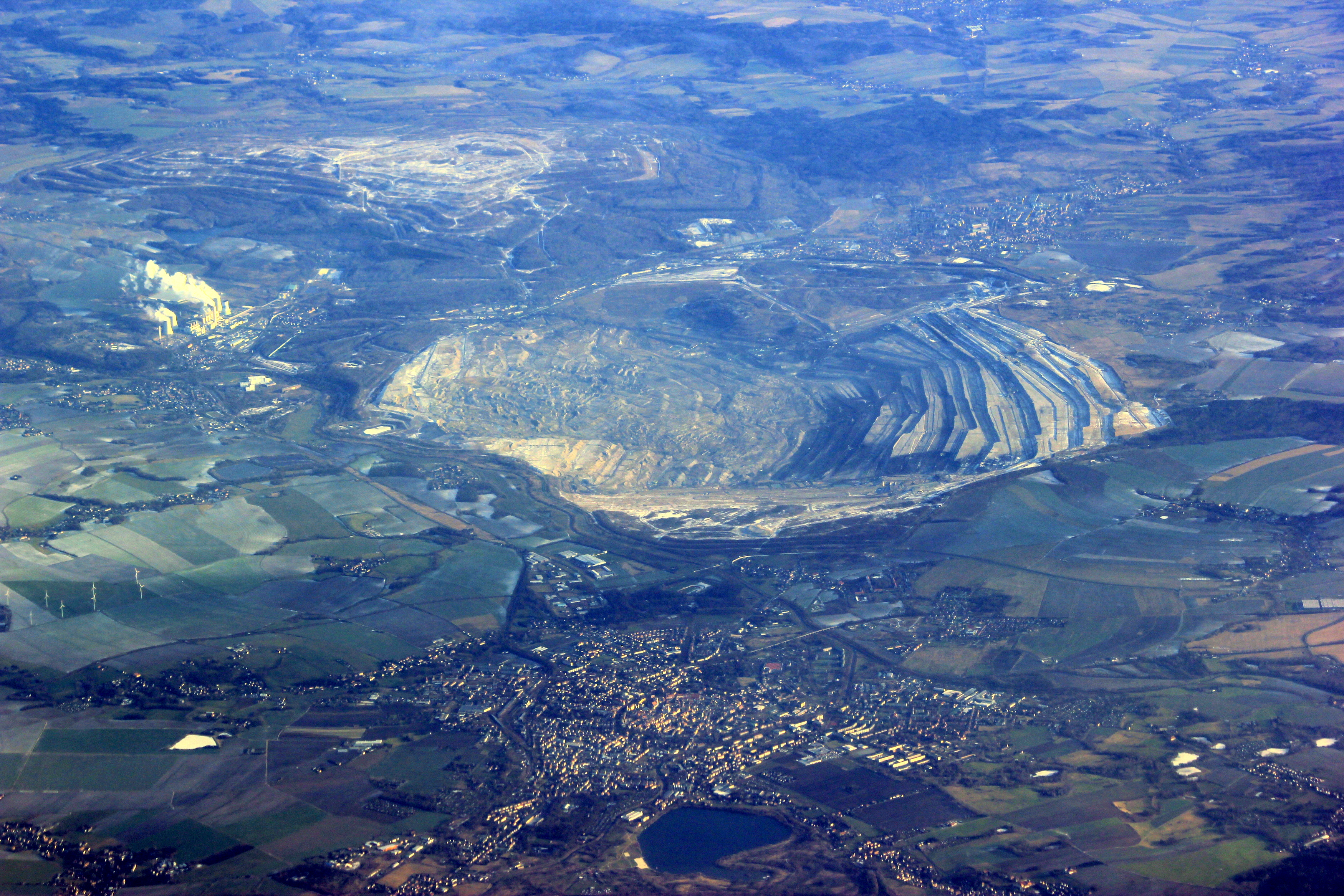
Luftbild des Tagebaus und Kraftwerks Turów mit der Stadt Zittau am unteren Bildrand

Das Oberlausitzer Bergbaurevier ist ein Montanrevier im Dreiländereck Sachsen, Polen und Tschechien. Es befindet sich in der Östlichen Oberlausitz (Landkreis Görlitz, Powiat Zgorzelecki). Hier wurde seit dem 18. Jahrhundert Braunkohle im Tiefbau und später im Tagebau gefördert. Während die Förderung auf der deutschen Seite im Tagebau Berzdorf 1997 eingestellt wurde, wird der Abbau auf der polnischen Seite im Tagebau Turów noch aktiv betrieben. Trotz einer gewissen Landschaftsinanspruchnahme erreichte der Abbau nicht die Dimensionen wie im weiter nördlich gelegenen Lausitzer Braunkohlerevier.

## Naturraum und Geologie
Das Oberlausitzer Bergbaurevier umfasst im Kern zwei Beckenlandschaften, die sich im Umfeld von Zittau, Oderwitz und Turoszów (Türchau) im Zittauer und Oderwitzer Becken sowie südlich von Görlitz im Berzdorfer Becken befinden.
Das Zittauer und Oderwitzer Becken ist eine ca. 137 km2 große Beckenlandschaft. Sie entstand durch Vulkanismus im Neogen und wurde im Pleistozän durch tektonische Senkungsvorgänge um bis zu 100 Meter abgesenkt. Durch pleistozäne Sedimentation lagerten sich Kiese, Sande, Lösse und Basalttuffe als Deckgebirge ab.
Stellenweise entstand zwischen den einzelnen Sedimentschichten auch Braunkohle durch organische Ablagerungen. Eine Besonderheit dieser Kohleablagerungen ist deren geringe Ausdehnung und die dafür umso größere Mächtigkeit. Nachgewiesen sind 3 Flöze mit bis zu 43 Flözbänken und einer maximalen Mächtigkeit der Kohle von 140 Metern. Während das tiefste Flöz zum Unter Oligozän (Rupelium) mit einem Alter von 30 Millionen Jahren zählt, entstanden die beiden Hauptflöze im Zeitraum Unter Miozän (Aquitanium) mit einem Alter von 22 Millionen Jahren bis zum Mittel Miozän (Langhium) mit einem Alter von 15 Millionen Jahren.
10 Kilometer westlich von Zittau im Gebiet von Großschönau finden sich Reste der Zittauer Flöze. 10 Kilometer nordwestlich von Zittau liegt das Oderwitzer Teilbecken. Ausgebildet sind hier zwei schwache Flöze der Zittauer Formation. 11 Kilometer westlich von Zittau zwischen Seifhennersdorf und Varnsdorf (Warnsdorf) fanden zwischen 1837 und 1856 auf dem hier stellenweise vorhandenen tiefsten Flözhorizont des Zittauer Beckens Abbauversuche statt. Nachgewiesen sind drei Flöze mit einer Mächtigkeit von vier Metern.
Die ursprünglichen Kohlevorräte des Beckens um Zittau, Oderwitz und Turoszów (Türchau) betrugen ca. 2,5 Milliarden Tonnen Kohle.
Weitere Gesteine, die sich im Zittauer und Oderwitzer Becken finden, sind Limonite und bituminöse Schiefertone.
Etwa 20 Kilometer nördlich liegt im Berzdorfer Becken südlich von Görlitz ein weiterer Abbaubereich, der 13 Flöze umfasst, wobei das erste Flöz aus fünf Flözbänken besteht. Die maximale Mächtigkeit der Kohle beträgt 110 Metern. Die Flöze entstanden im Zeitraum Unter Miozän (Aquitanium) mit einem Alter von 22 Millionen Jahren bis zum Mittel Miozän (Langhium) mit einem Alter von 15 Millionen Jahren. Die ursprünglichen Kohlevorräte des Beckens betrugen 880 Millionen Tonnen Kohle.

## Geschichte

### Entwicklung bis 1945
Nachdem in der Mitte des 18. Jahrhunderts in verschiedenen Orten bei Zittau Braunkohle aufgefunden worden war, beauftragte der Rat zu Zittau 1779 den Freiberg er Schichtmeister Mehner mit der Aufsuchung von Kohle bei Sieniawka (Kleinschönau) und Olbersdorf. In den folgenden Jahren nahmen verschiedene kleine Braunkohlenwerke bei Zatonie (Seitendorf), Turoszów (Türchau), Opolno-Zdrój (Oppelsdorf) und Zittau die Förderung im Tiefbau auf.
In Olbersdorf stieß man auf zwei Braunkohleflöze, bei denen das Oberflöz eine Mächtigkeit von 10 bis 15 Metern aufwies, das Unterflöz dagegen eine Mächtigkeit von 50 Metern. Von 1810 bis 1913 erfolgte der Abbau des Oberflözes im Untertagebau.
In Oderwitz zeigten zwei 1835 durchgeführte Grabungen, dass eine Förderung der lignitischen Braunkohle durch zahlreiche geologische Störungen sehr kompliziert war. Die Förderung wurde daraufhin wieder eingestellt.
Um 1835 begann südlich von Görlitz am Standort der ehemaligen Ortslage Berzdorf auf dem Eigen der Abbau von Braunkohle in mehreren Schachtanlagen.
Insgesamt erreichte der Abbau im Revier bereits in der ersten Hälfte vom 19. Jahrhundert beträchtliche Ausmaße. Im Umfeld der Stadt Zittau betrieben zahlreiche Grubenbesitzer die Kohlegewinnung, um sie als Brennmaterial für die Bevölkerung und Manufakturen sowie für landwirtschaftliche Zwecke (Düngung) anzubieten. Zumeist waren es Bauern, die auf ihrem Grund Kohlenschächte abteuften.
Das gesteigerte Interesse an diesem Rohstoff zu Beginn der Industrialisierung brachte es mit sich, dass Bergbausachverständige und Geologen die für Braunkohle bekannten Regionen genauer untersuchten. Im Jahr 1840 veröffentlichte Bruno Geinitz seine Ergebnisse, die er mit dem Bergamtsbeamten Hallbauer zuvor bei Feldbegehungen gesammelt hatte. Er regte zu weiteren Erkundungsbohrungen an. Seit etwa 1820 sind gezielte Bohrungen zur Ermittlung der Flözausdehnung niedergebracht worden.
Im Zuge der Industrialisierung intensivierte sich der Abbau in der zweiten Hälfte des 19. Jahrhunderts. Zwischen 1868 und 1908 kam es zur Gründung und Betriebsaufnahme von ca. 50 Bergbauunternehmen in Berzdorf auf dem Eigen, Bogatynia (Reichenau), Eckartsberg, Gościszów (Gießmannsdorf), Hartau, Hasenberg, Olbersdorf, Opolno Zdrój (Bad Oppelsdorf), Pasternik (Zittel), Ręczyn (Reutnitz), Turoszów (Türchau) und Zatonie (Seitendorf). Allerdings waren viele der betriebenen Gruben nur wenige Jahre in Betrieb. (Eine Übersicht der einzelnen Unternehmen ist im Artikel Sächsische Kohlelagerstätten und Kohlevorkommen dargestellt.)
Als Gegengewicht zu den in der Niederlausitz bergbautreibenden größeren Aktiengesellschaften schlossen sich am 27. Februar 1899 21 Oberlausitzer Braunkohlenwerke im „Verein für bergbauliche Interessen der Braunkohlenwerke im Berginspektionsbezirk Dresden“ zusammen. Mitglied des bis in die 1930er Jahre bestehenden Vereins war neben privaten Akteuren auch die Staatliche Bergdirektion bei Hirschfelde.
Anfang des 20. Jahrhunderts begann der Übergang zum großflächigen Abbau in Tagebauen. Dabei kristallisierten sich zwei große und prägende Akteure heraus.
Westlich der Neiße gründeten sich 1908 die Olbersdorfer Braunkohlenwerke, die mit dem Glückauf-Schacht den Abbau im Tiefbau begannen, diesen jedoch bereits 1913 einstellten und zum Tagebau übergingen. Die Förderung wurde hier allerdings 1938 eingestellt, nachdem es bereits 1933 eine erste Rutschung in der Innenkippe gegeben hatte und der Konkurrenzkampf mit der östlich benachbarten Grube Herkules zu groß geworden war. Der Tagebau wurde aufgegeben und die Grube dem Selbstlauf überlassen. Anschließend füllte sie sich mit aufsteigendem Grundwasser. Zwischen 1908 und 1938 wurden ca. 2,5 Millionen Tonnen Braunkohle gewonnen.
Der Abbau im Bereich Berzdorf südlich von Görlitz wurde 1919 wurde auf Tagebau umgestellt. Im Jahr 1927 wurde der Tagebau aus Gründen der Rentabilität geflutet, da auch hier die Konkurrenz zur Grube Herkules zu groß war.
Östlich der Neiße war das Braunkohlenwerk Herkules mit Grubenfeldern in Hirschfelde, Zatonie (Seitendorf) und Turoszów (Türchau) der wichtigste Akteur. Das Werk errichtete 1907/1908 in Hirschfelde zwei Brikettfabriken und 1911 ein Kraftwerk zur Kohleverstromung. 1917 übernahm der sächsische Staat die Herkules AG. Mit Gründung der Aktiengesellschaft Sächsische Werke (ASW) gingen 1923 das Staatliche Braunkohlenwerk Hirschfelde und das Kraftwerk Hirschfelde in deren Besitz über. Nach vollem Ausbau erreichte das Kraftwerk Hirschfelde 1937 mit 30 Kesseln (teilweise mit Kohlenstaubfeuerung) und sechs Dampfturbinen eine Leistung von 156 MW.

### Entwicklung nach 1945
Das Ende des Zweiten Weltkrieges stellte 1945 einen entscheidenden Punkt in der Entwicklung des Bergbaureviers dar. Durch die neue Oder-Neiße-Grenze wurde der Tagebau Hirschfelde 1947 vom Kraftwerk Hirschfelde abgetrennt und an die polnische Regierung übergeben. Der Tagebau firmierte nun unter dem polnischen Namen Kopalnia Turoszów. Nach der Übernahme des Tagebaus in polnische Verwaltung erfolgte die Belieferung des Kraftwerks Hirschfelde nur noch unregelmäßig. Es war absehbar und notwendig, dass sowohl auf dem polnischen Gebiet wie auf dem Gebiet der sowjetischen Besatzungszone bzw. späteren DDR eine jeweils eigenständige Braunkohlenwirtschaft aus Förderung und Verarbeitung aufgebaut werden musste.
Dafür wurden auf deutscher Seite 1946 bzw. 1947 die Förderungen in den Tagebauen Berzdorf und Olbersdorf wieder aufgenommen. Zur rationaleren Verstromung der geförderten Kohle vor Ort wurde 1958 das Kraftwerk Hagenwerder in Betrieb genommen. Die ursprüngliche Leistung von 50 MW wurde bis 1974 in mehreren Ausbaustufen auf 1500 MW erhöht. Das Kraftwerk wurde mit Kohle aus den Tagebauen Berzdorf und Olbersdorf versorgt. Der Tagebau Olbersdorf belieferte zudem das Kraftwerk Hirschfelde, welches bis 1982 aber auch Kohle aus dem polnischen Tagebau Turów erhielt. Die Einstellung der Kohlelieferungen erfolgte vor dem Hintergrund der August-Streiks 1980 in Polen.
Auf polnischer Seite ging 1962 das Großkraftwerk Turów zur Kohleverstromung in Betrieb. Damit einher ging eine deutliche Vergrößerung des Tagebaus mit mehreren Ortsabbrüchen.
Der wirtschaftliche Umbruch infolge der Deutschen Wiedervereinigung führte Anfang der 1990er Jahre zu einer Neuausrichtung der Energie- und Umweltpolitik im deutschen Teil des Bergbaureviers. Infolgedessen wurde die Kohleförderung im Tagebau Olbersdorf 1991 eingestellt. Von 1947 bis 1991 waren hier ca. 19 Millionen Tonnen Braunkohle gewonnen wurden. Das vom Tagebau abhängige und technisch veraltete Kraftwerk Hirschfelde wurde 1992 stillgelegt. Das Tagebaurestloch Olbersdorf wurde geflutet und war 1999 Austragungsort der 2. Sächsischen Landesgartenschau mit dem Motto „Landschaft nach dem Bergbau“.
Der Tagebau Berzdorf stellte 1997 die Förderung ein und wurde bis 2013 geflutet. Das vom Tagebau belieferte Kraftwerk Hagenwerder wurde ebenfalls 1997 stillgelegt und bis 2015 zurückgebaut. Der ab 1970 im Tagebau genutzte Bagger 1452 blieb vor Ort erhalten und ist für Besucher zugänglich.
Auf polnischer Seite wird die Braunkohlenförderung und -verstromung hingegen bis heute fortgeführt. Der Tagebau Turów hat die Neiße erreicht und sämtliche Orte nordwestlich, westlich und südwestlich von Bogatynia devastiert. Das Kraftwerk Turów wurde seit 1996 schrittweise modernisiert.

### Bergbaustäten im Revier
Größte Tagebaue sind bzw. waren:
- Tagebau Berzdorf (heute: Berzdorfer See)
- Zittauer Braunkohlebecken
  - Tagebau Turów zwischen Bogatynia (Reichenau) und Zittau
  - Tagebau „Herkules“ bei Turoszów (Türchau)
  - Tagebau Olbersdorf (heute: Olbersdorfer See)
  - Bergwerke Olbersdorf
  - Tagebau Kristýna, Hrádek nad Nisou (heute Badesee und Naherholungsgebiet)

Die Verstromung bzw. Veredelung erfolgte vor allem im
- Kraftwerk Hirschfelde (1911–1992)
- Kraftwerk Hagenwerder (1973–1997)
- Kraftwerk Turów (seit 1962)
- Brikettfabriken Hirschfelde
- Braunkohlenwerk Herkules in Hirschfelde

## Landschaftsveränderung
Die langjährige in Teilbereichen noch aktive Ausbeutung mächtiger miozäner Braunkohlenbildungen führte zu einer tiefgreifenden Umgestaltung und Devastierung des ursprünglichen Naturraumes. Teilweise gingen wertvolle Naturschutzgebiete verloren. Kippen und Halden sowie zum Teil mit Wasser gefüllte Tagebaurestlöcher sind landschaftsprägend. Das Oberlausitzer Bergbaurevier ist somit eine „technogene Naturraumeinheit“, die die typischen ökologischen Besonderheiten und auch Probleme von Bergbaulandschaften aufweist. Mit über lange Zeiträume „gewachsenen“ Naturräumen ist sie kaum vergleichbar. Bergbaulich bedingte Eigenschaften sind unter anderen die relative Nährstoffarmut, großräumige Strukturen, Heterogenität der Bodensubstrate und anhaltende Dynamik in den Tagebaurestlöchern.

## Galerie

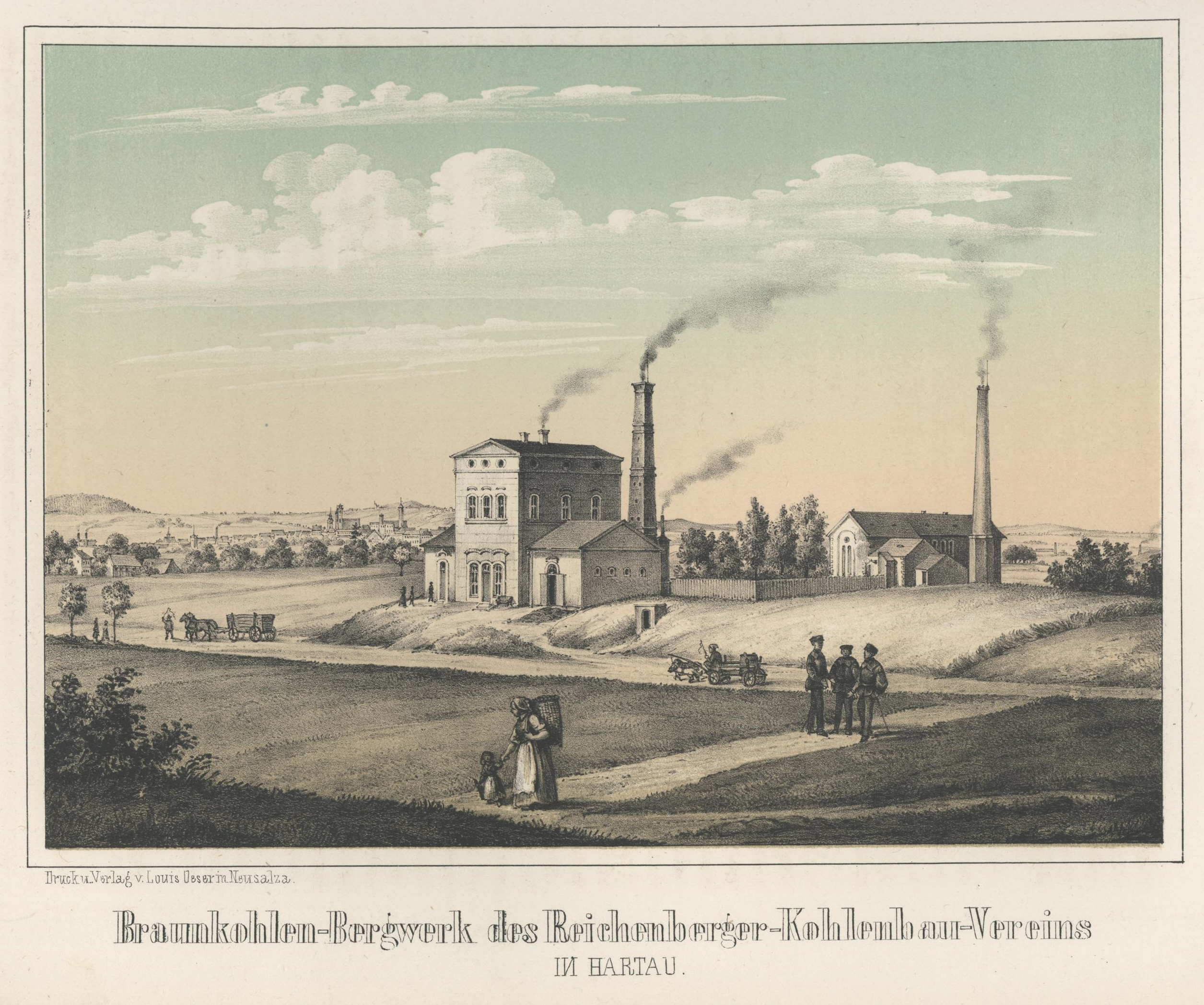
Braunkohlen-Bergwerk des Reichenberger-Kohlenbau-Vereins in Hartau (um 1856)
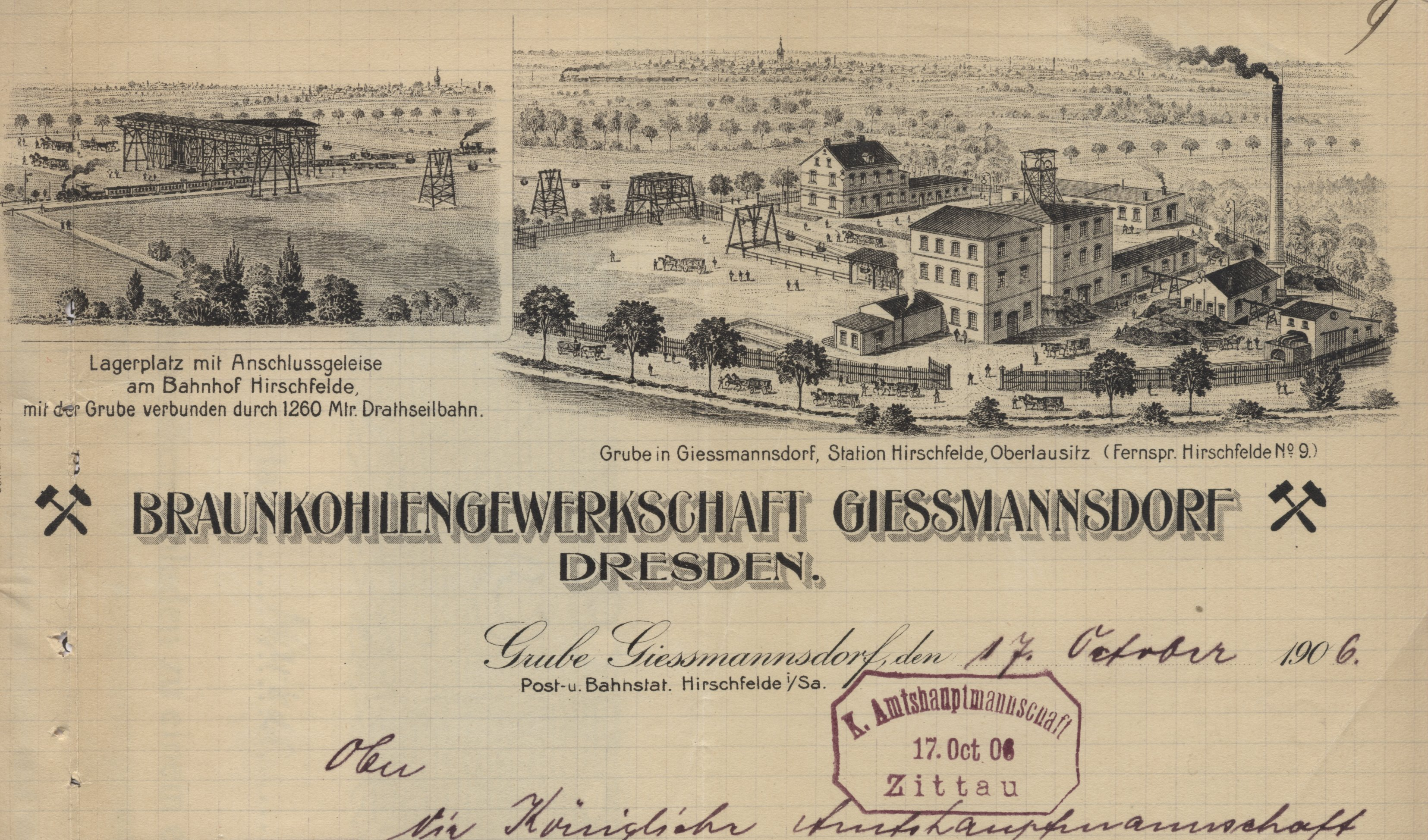
Briefbogen der Grube Gießmannsdorf des Braunkohlenwerkes Herkules (1906)
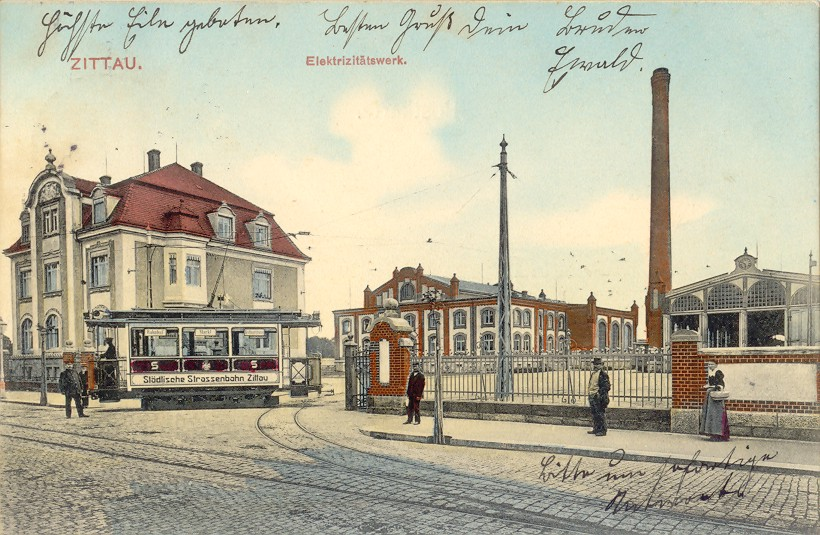
Elektrizitätswerk Zittau, einer der Abnehmer der um Umfeld geförderten Braunkohle (um 1910)
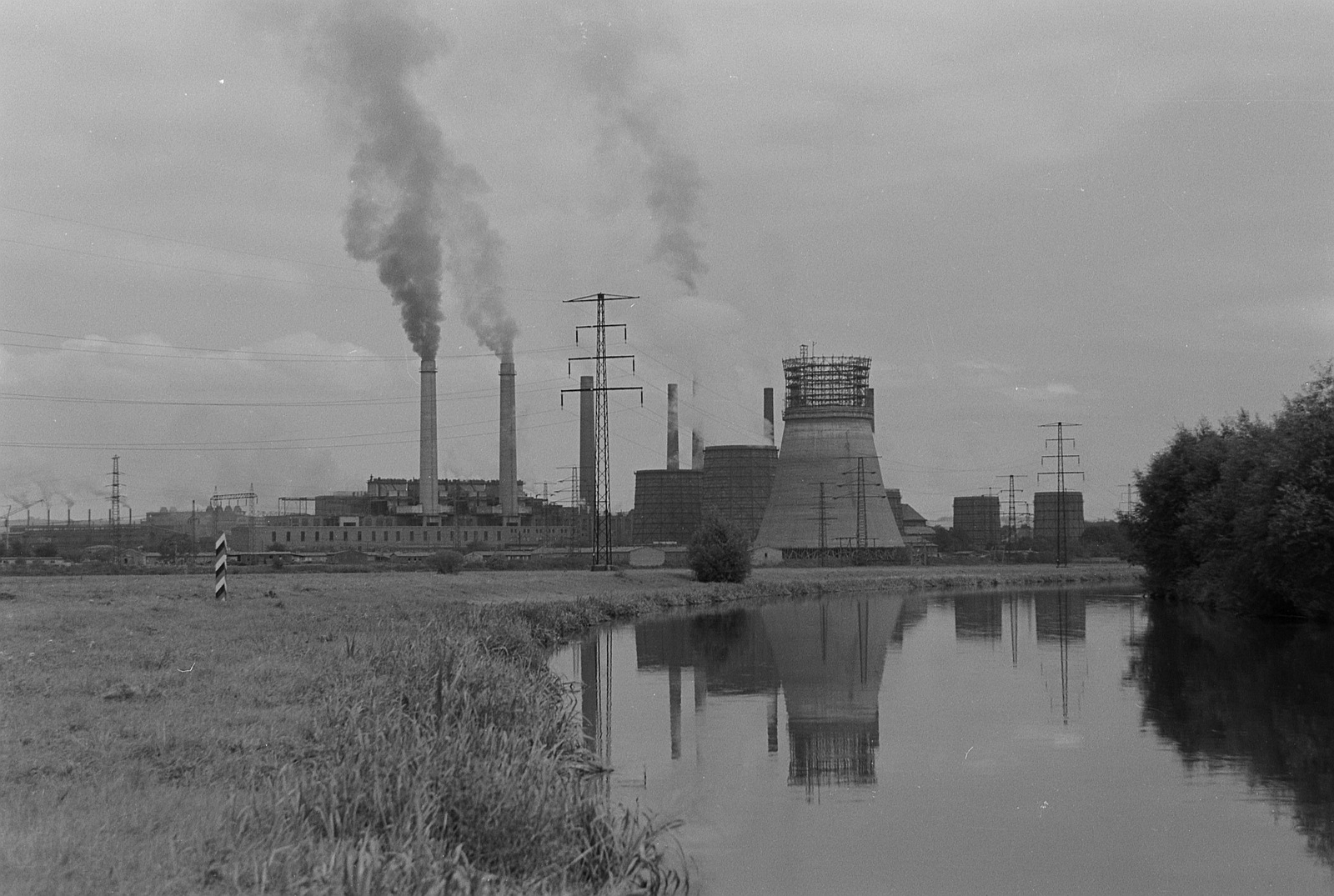
Blick auf das Kraftwerk Hirschfelde mit dem in Bau befindlichen Kühlturm 7 (1960)
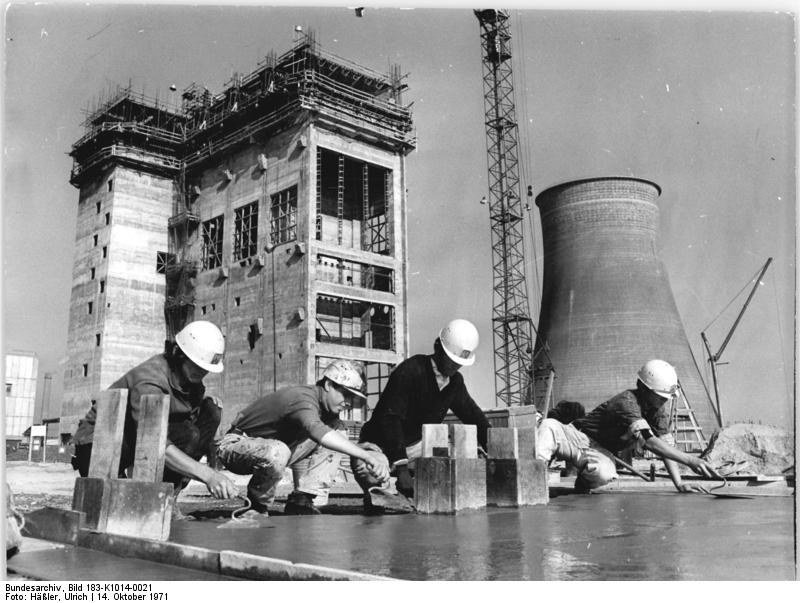
Bauarbeiten am letzten Bauabschnitt des Kraftwerks Hagenwerder (1971)
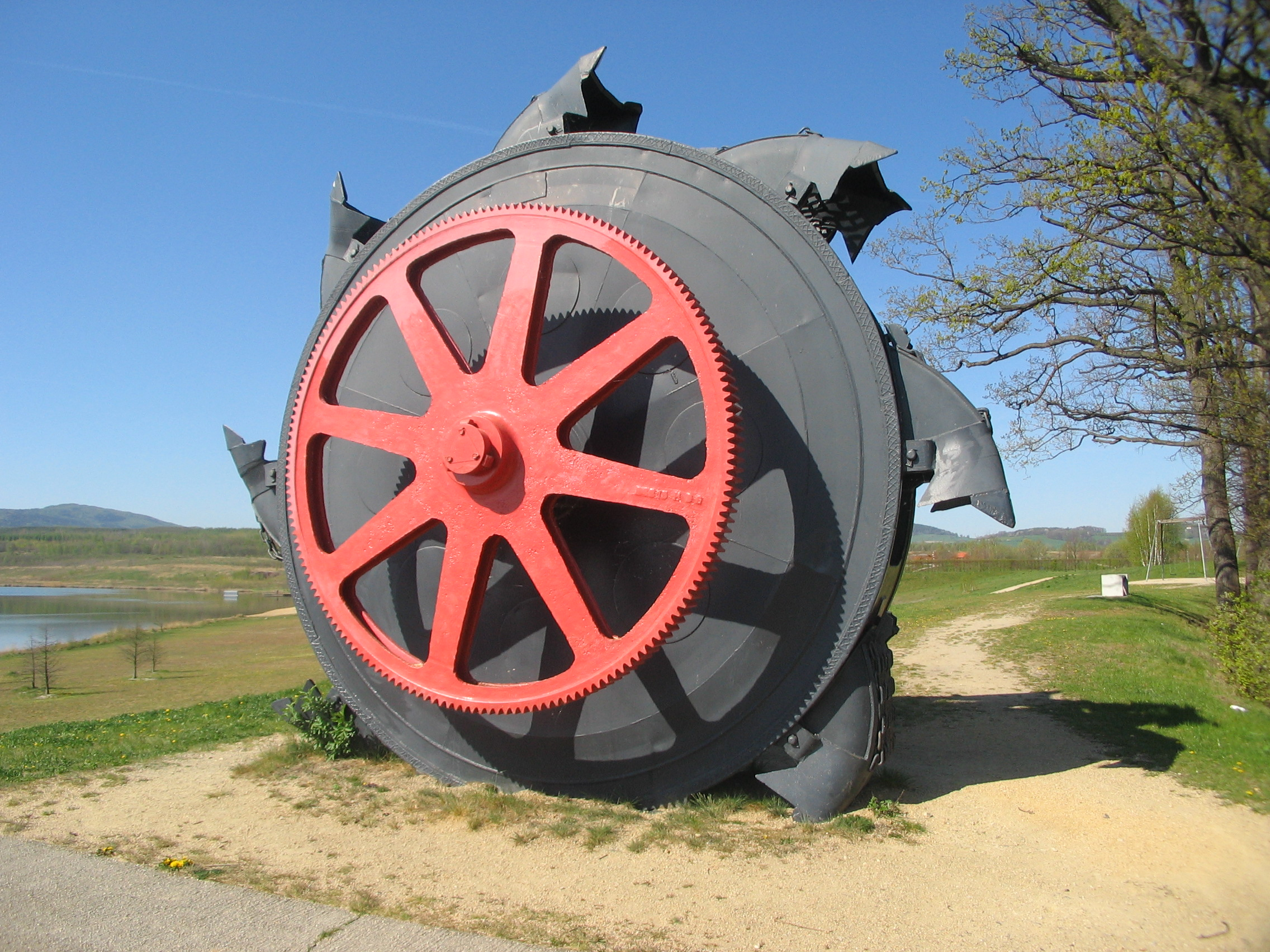
Baggerrad eines ehemaligen Schaufelradbaggers des Tagebaus Olbersdorf (2007)
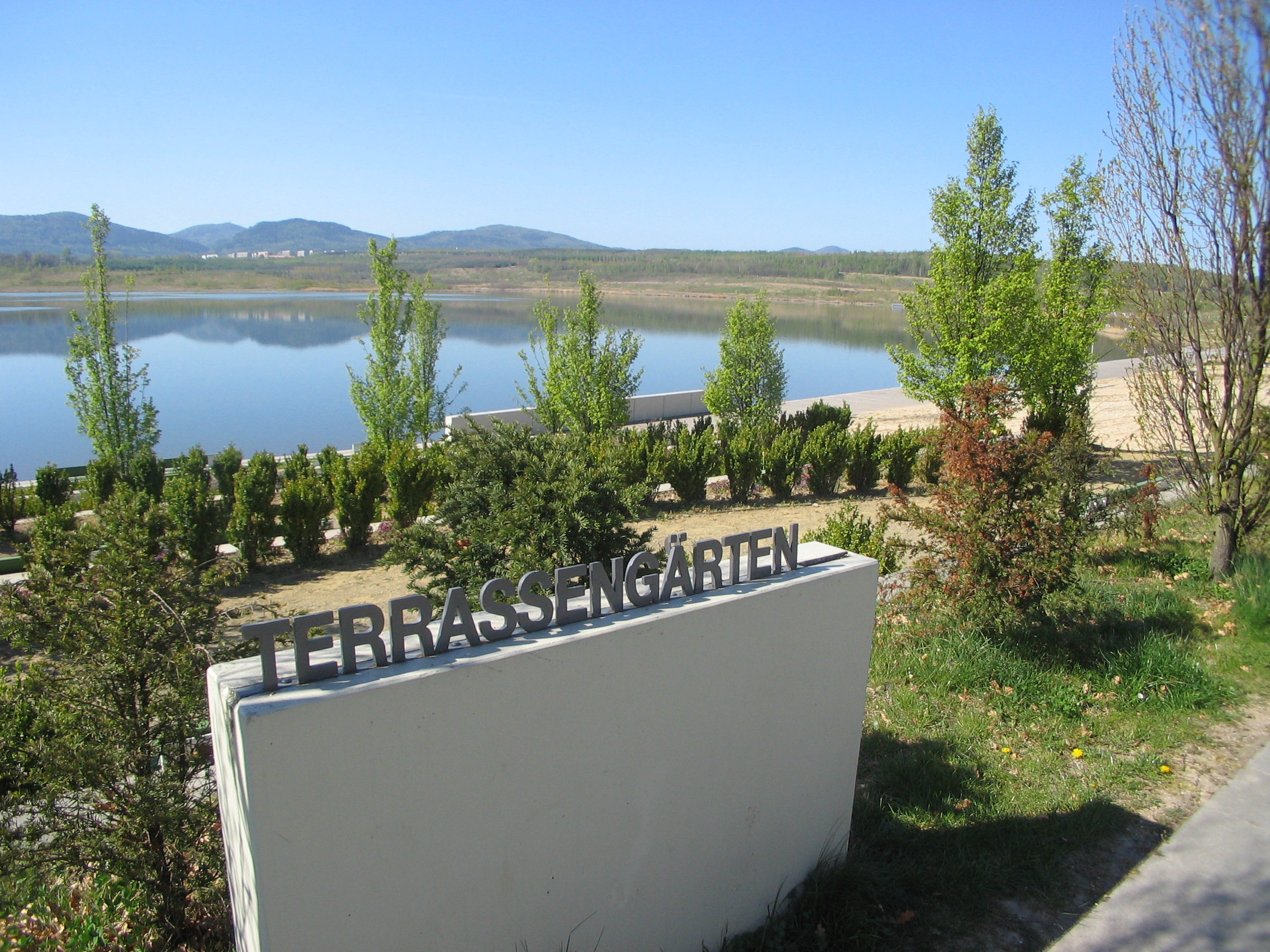
Terrassengärten am Olbersdorfer See (2007)
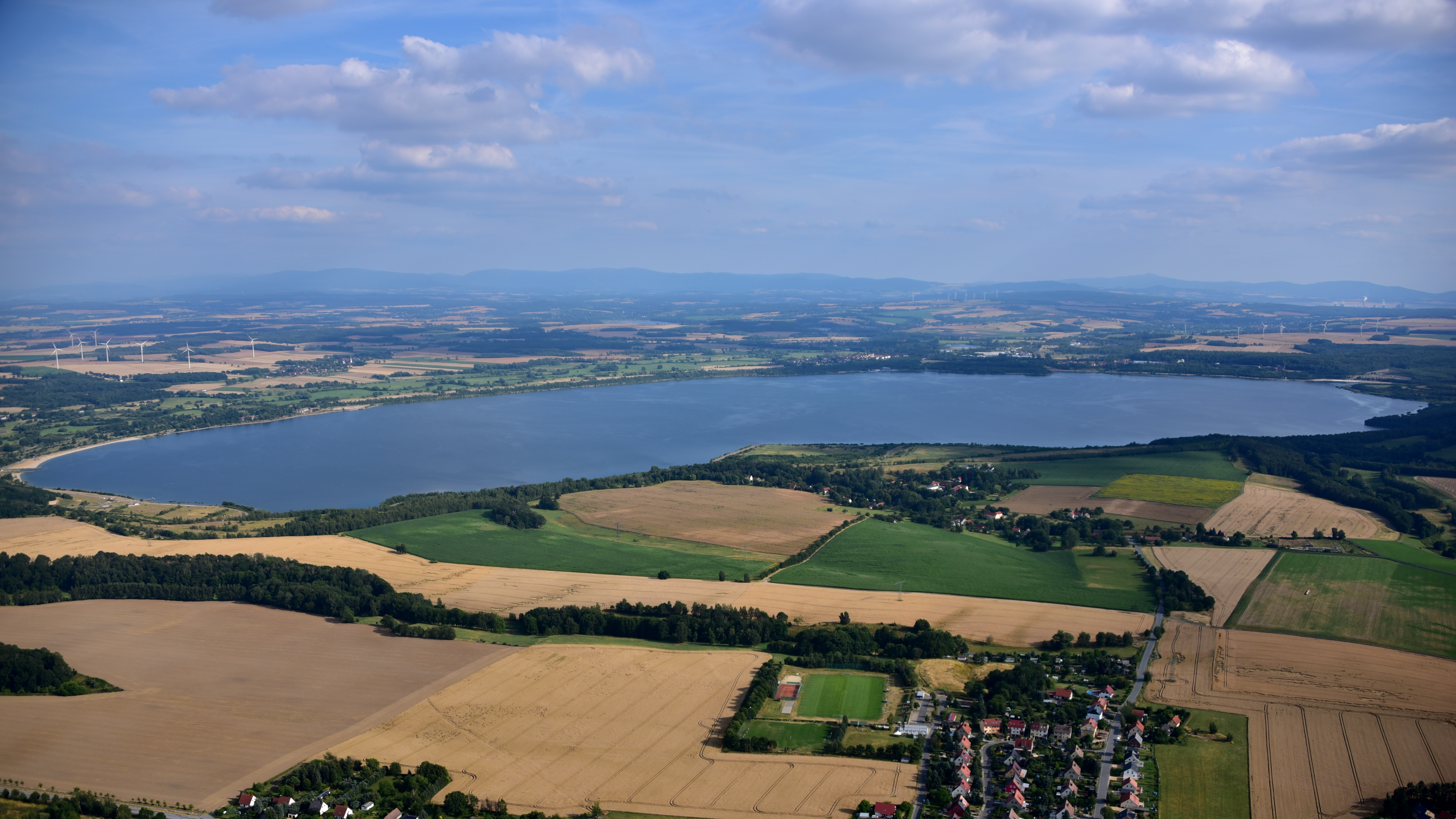
Blick auf den aus dem Tagebau Berzdorf entstandenen Berzdorfer See (2019)
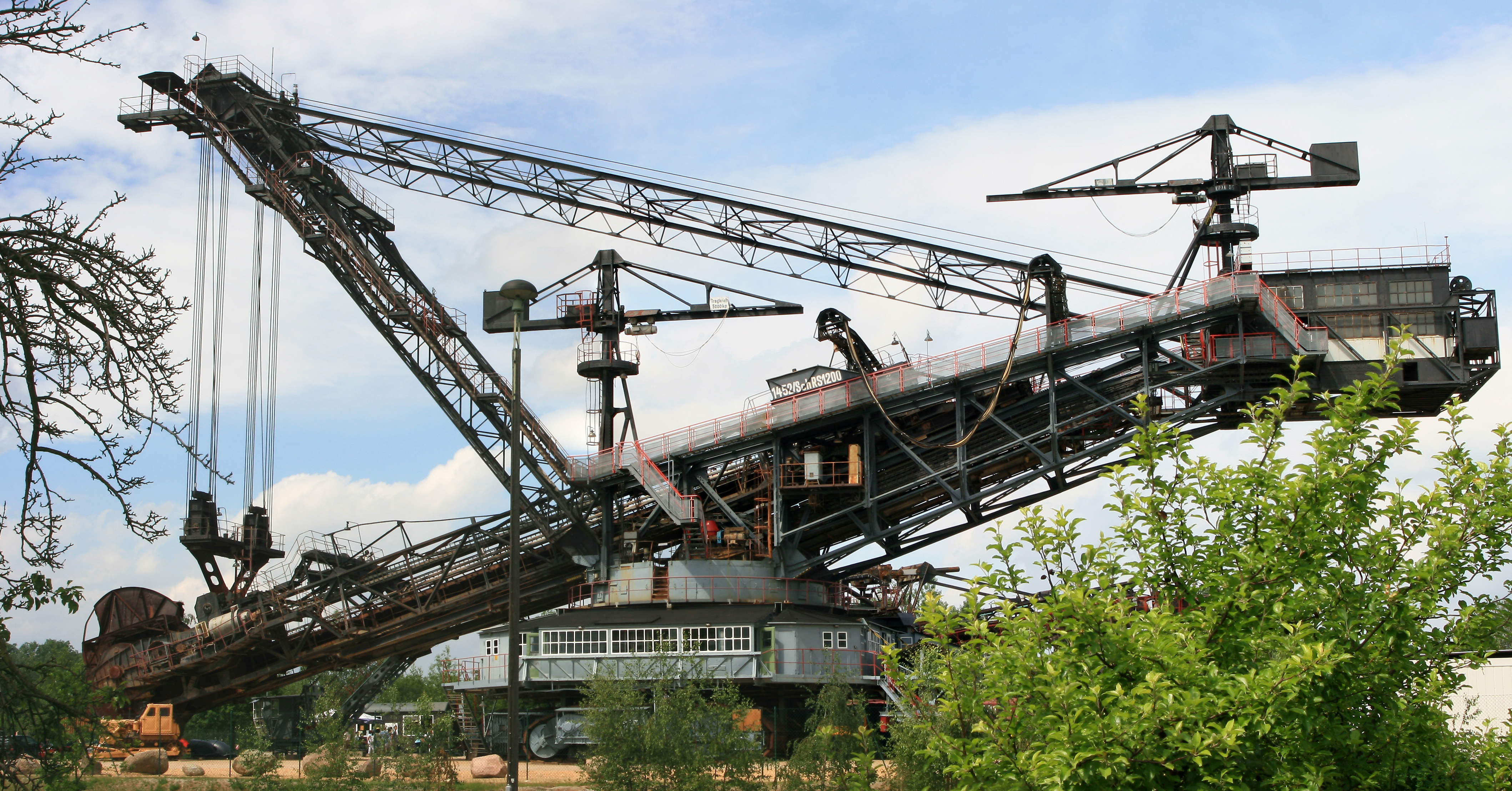
Der ab 1970 im Tagebau Berzdorf eingesetzte Bagger 1452
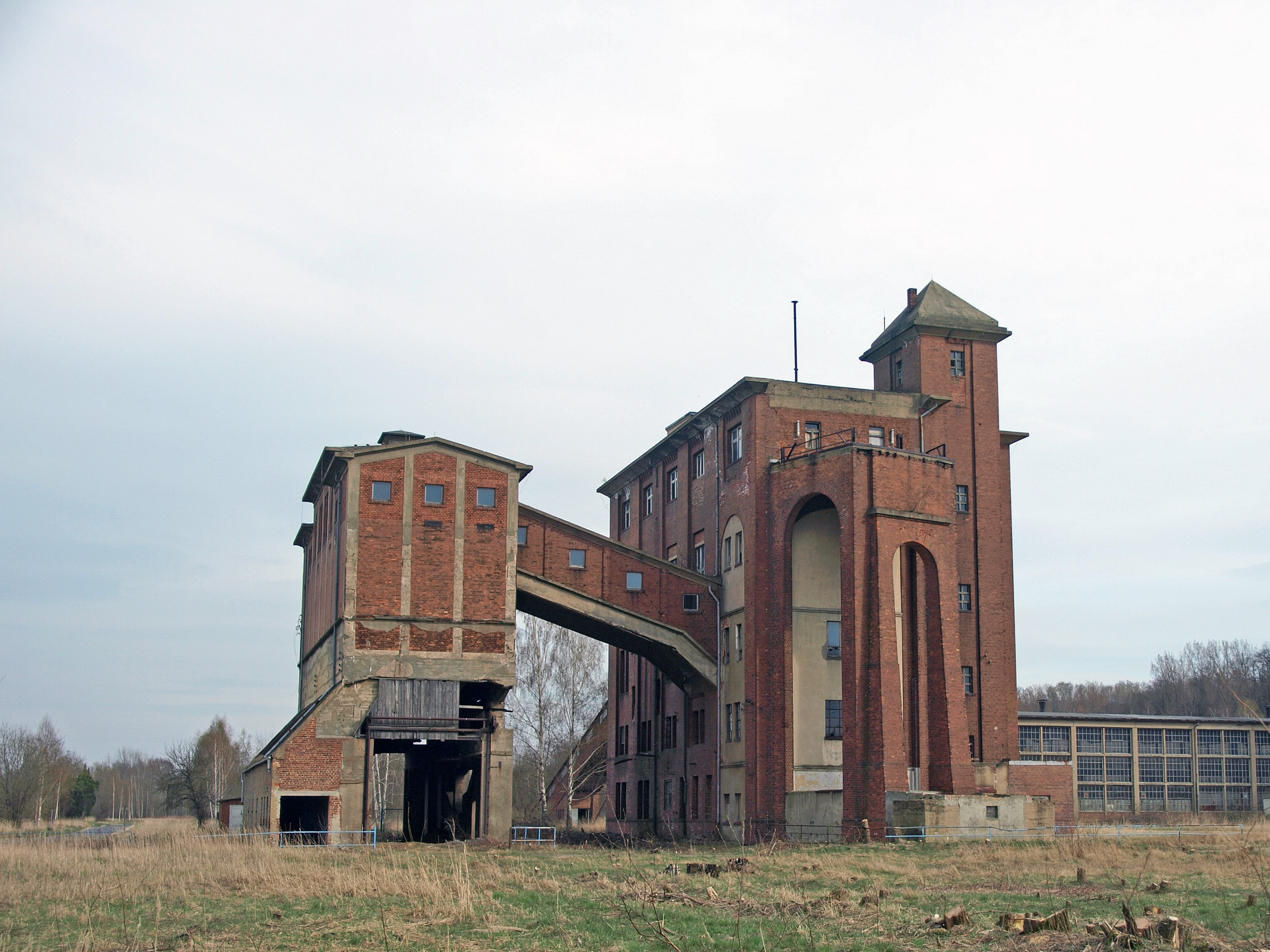
Blick auf die 1924 erbaute Siebanlage mit Hochbunker am Tagebau Berzdorf (2015)
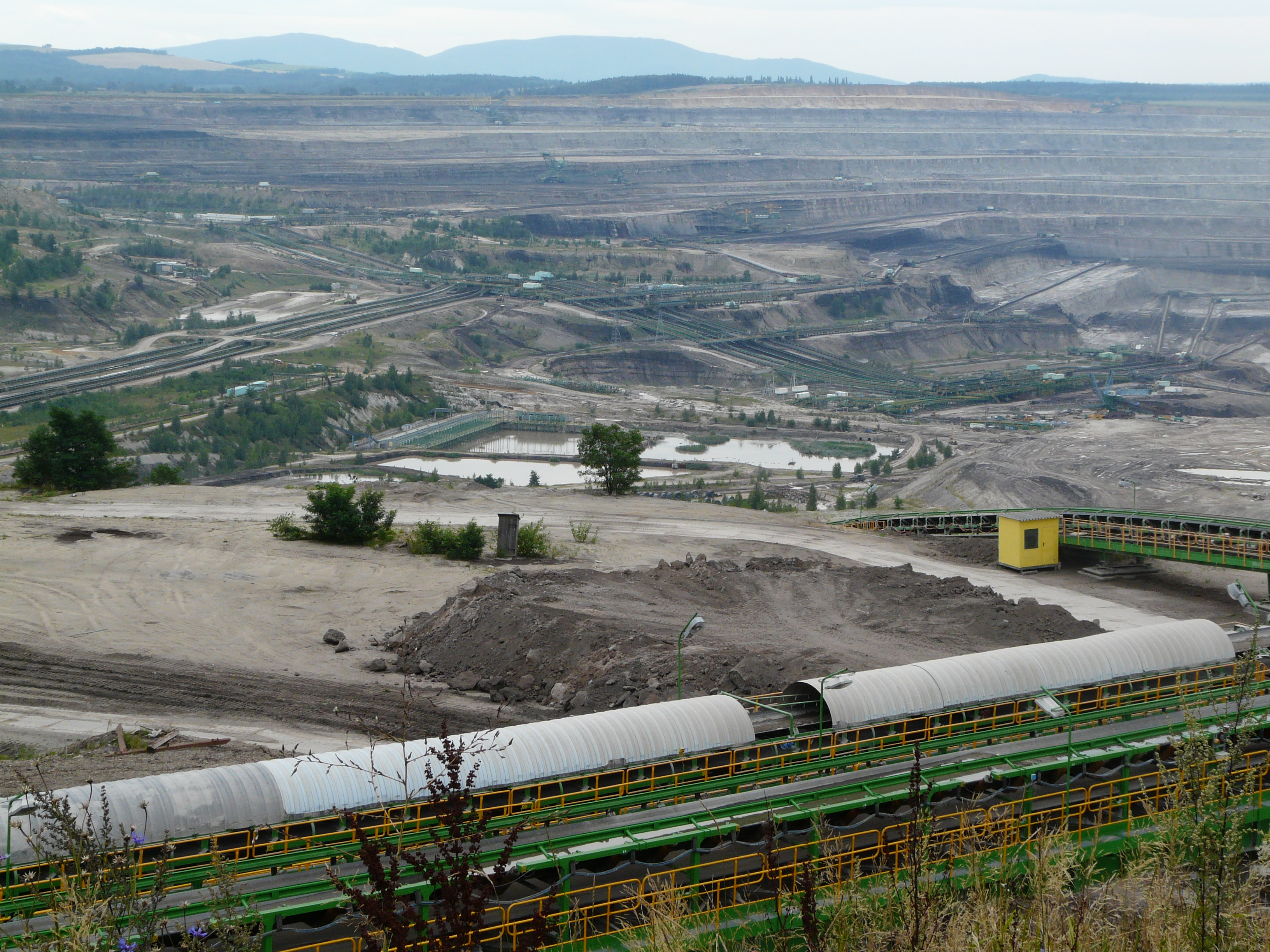
Förderung im Tagebau Turów (2010)
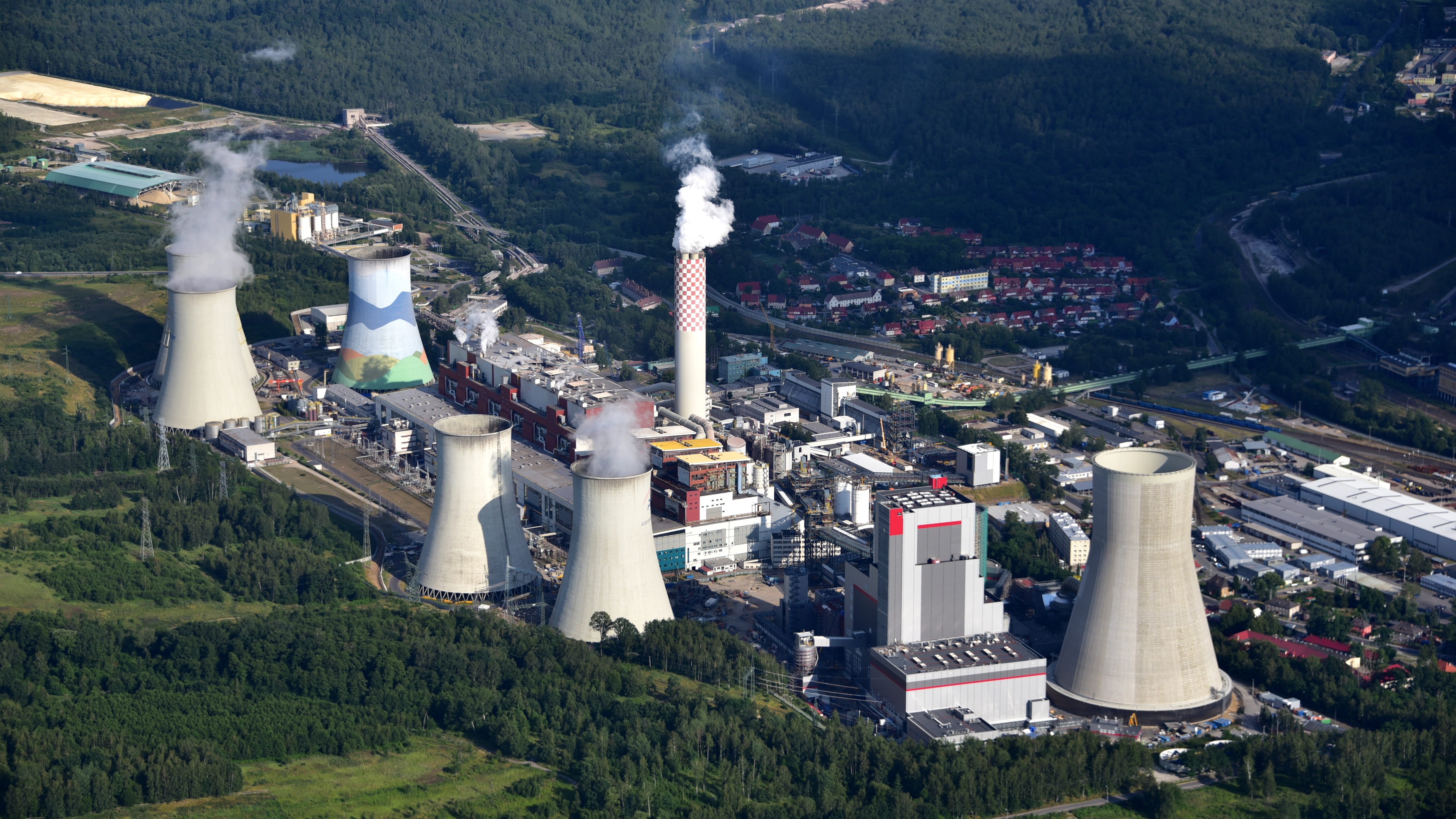
Blick auf das Kraftwerk Turów (2019)
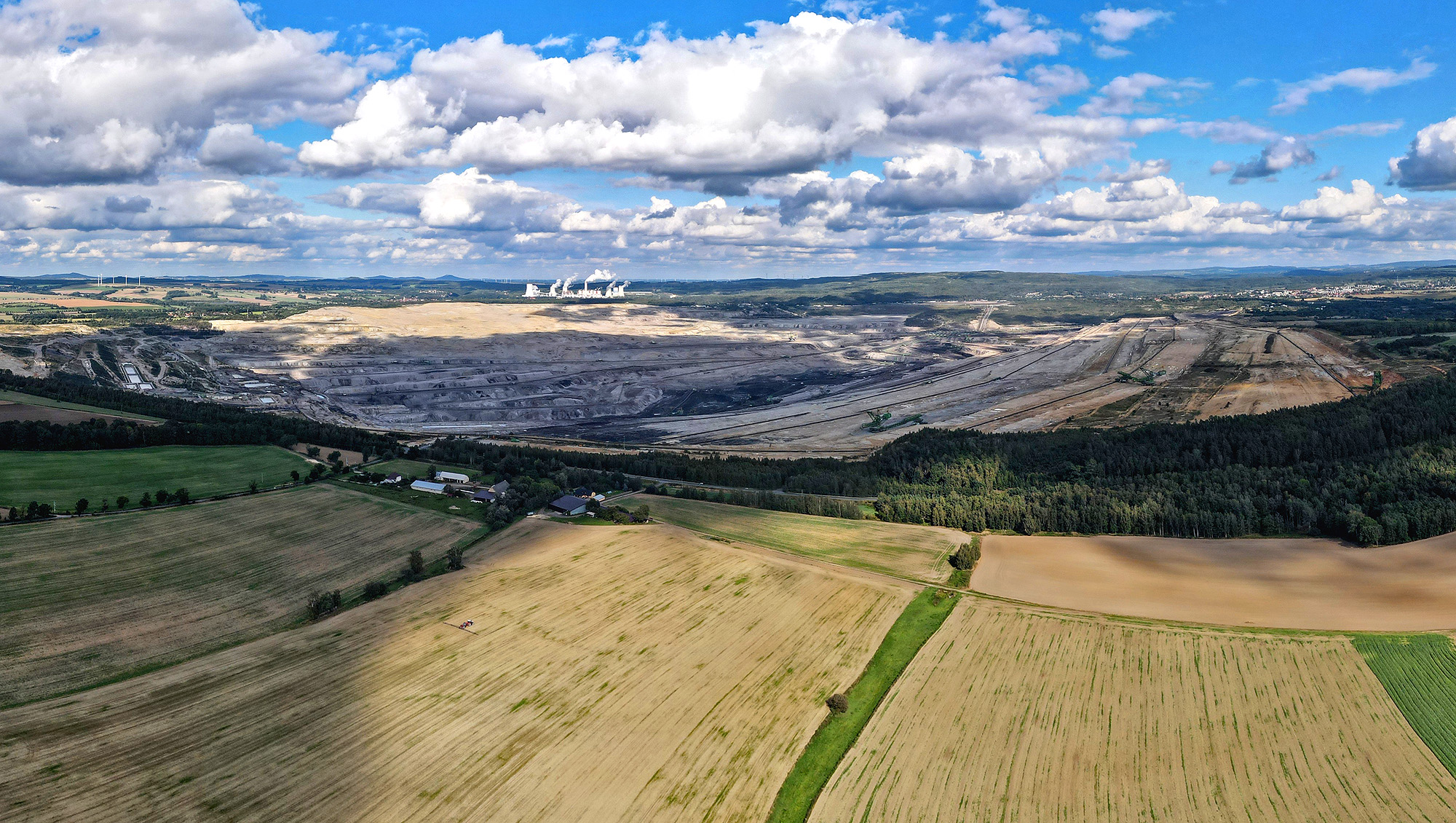
Gesamtansicht von Tagebau und Kraftwerk Turów von Süden (2021)